# جو جو لين
جو جو لين (بالإنجليزية: Jo Jo Laine)‏ هي مغنية أمريكية، ولدت في 1953، وتوفيت في 2006.